# 愛妻日記 (ゲーム)
『愛妻日記』（あいさいにっき）は、2009年12月30日にORCSOFT（オークソフト）より発売された18禁アダルトゲームである。2011年7月10日にAMBERよりDVDPG版の『愛妻日記 DVD-PG Edition』が発売されている。また、それを原作とするジュブナイルポルノ小説とアダルトアニメ作品。

## ストーリー
主人公・能美 圭輔は、美しい妻・早苗と幸せな生活を送っていたが、妻との夜の営みができなくなっていた。妻が欲求不満になっていないかと心配を募らせた圭輔は、部下の宮越 亮一へ、「自分の代わりに妻を抱いてくれ」と頼みこむ。亮一は快諾し、能美家を訪れ早苗に迫る。当初早苗は拒否していたが、最終的には亮一に身体をゆだねた。一部始終を隠しカメラで見ていた圭輔は亮一が早苗を寝取る姿を見て興奮を覚え、がまんできずに二人の前に姿を現した。

## 登場人物
能美 早苗（のうみ さなえ）
声 - ダイナマイト♡亜美（ゲーム）、遠見はるか（OVA）
圭輔と結婚4年目の美しく貞淑な妻。誰が見ても羨ましがる女性。
能美 圭輔（のうみ けいすけ）
声 - 舌純（OVA）
早苗の夫。男としての自信に欠けるように心因性の勃起不全に至る。早苗を寝取らせる計画を実行するために後輩である宮越に自分の代わり、早苗を抱かせる。
宮越 亮一（みやこし りょういち）
声 - 送利番人（OVA）
若く美青年の姿。圭輔の部下で圭輔の会社の新人社員。

## スタッフ
- 原画 - 黒田晶見
- シナリオ - そのだまさき、okomeman（サブ）
- 企画・脚本・ディレクション - okomeman
- デザインワークス - 東麻姫

## アダルトアニメ版
原作と同タイトルで、2010年12月22日にピンクパイナップルよりDVDが発売されている。全1巻で約30分。ジャケットイラストは、黒田晶見の描き下ろし。スペシャル特典は携帯電話で試聴できる豪華microSD付き。
スタッフ
- 企画 - 本橋孝夫
- 原作 - ORCSOFT「愛妻日記」
- プロデューサー - 創符乱戸、鷹杉珍作、星川芹奈、吉田小陰
- 脚本 - 司馬耕作
- キャラクターデザイン - ponsuke、女デブゴン
- 総作画監督 - 女デブゴン
- 作画監督 - チバ
- 絵コンテ・演出・監督 - 斉藤道三
- 色彩設定 - 西和之
- 編集 - 潮舞樹静流
- 制作進行 - 送利番人
- 音響監督 - 田中英行
- 録音スタジオ - ST-U2-SUM
- アニメーション制作 - g-lam
- 製作 - ピンクパイナップル

## 関連商品
ジュブナイルポルノ小説
- 『愛妻日記』（パラダイム、2010年12月23日発売） ISBN 4-89490-678-3
  - レーベル - ぷちぱら文庫
  - 著 - 布施はるか
  - イラスト - 黒田晶見
  - 監修 - ORCSOFT

DVDPG
- 『愛妻日記 DVD-PG Edition』（AMBER、2011年7月10日発売） KTPG-142

## 評価
穴リスト猫はおたぽるによせたレビューの中で、アニメ版について「終盤で主人公が部下と妻の間に入って3Pをするという展開には笑ってしまったが、3P時に妻が部下に対してアナルへの挿入に限定するという場面に細かな配慮ができていると感じた」と評した。